# Alexander Pogodin

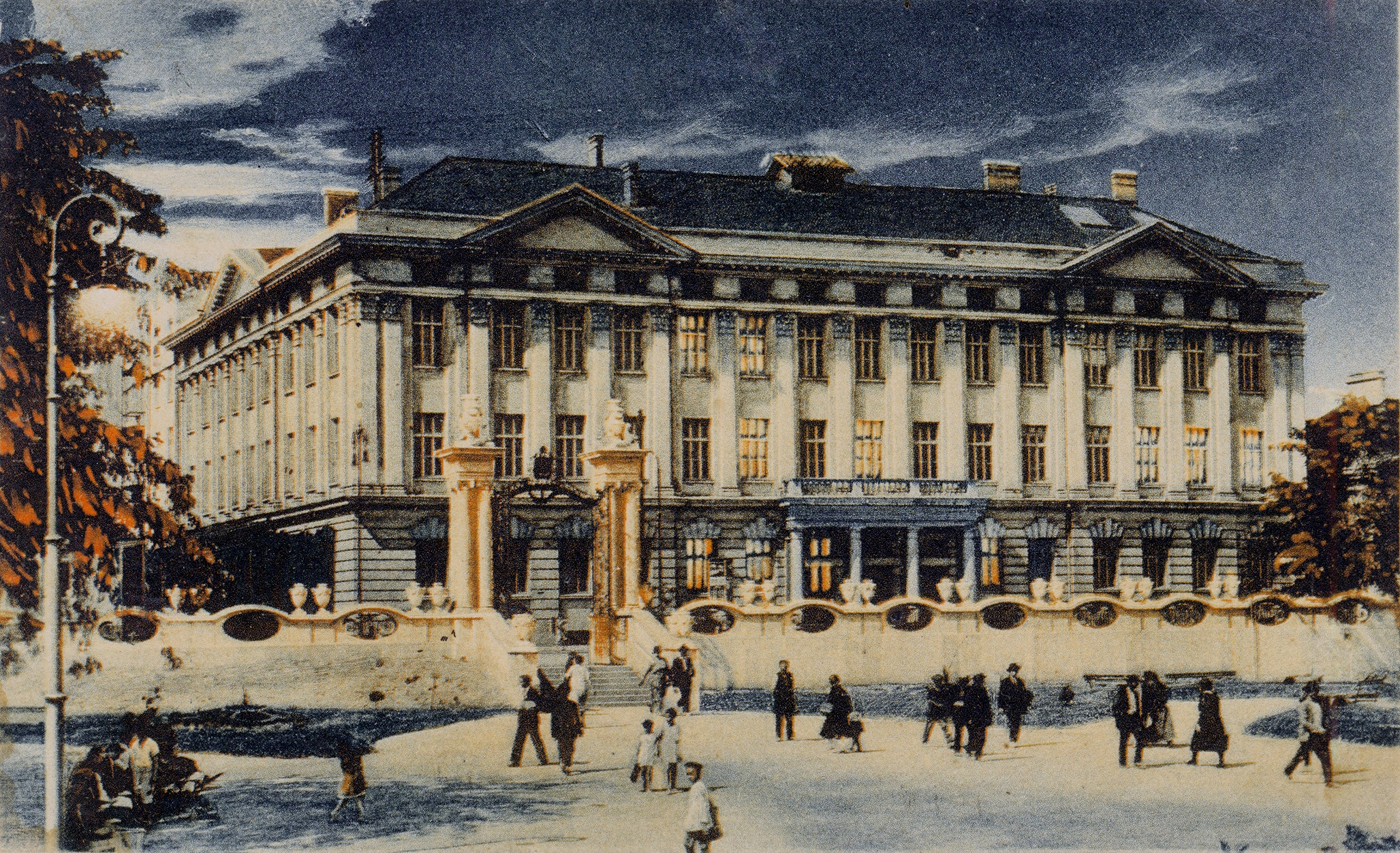
Faculteit Filologie, Belgrado (1930)

Alexander Lvovitsj Pogodin (Russisch: Александр Львович Погодин) (Vitebsk, 27 juni 1872 – Belgrado, 16 mei 1947) was een Slavisch filoloog uit het keizerrijk Rusland. Hij was hoogleraar slavistiek aan de universiteit van Warschau (destijds Rusland), de universiteit van Charkov (destijds Rusland), en de universiteit van Belgrado (koninkrijk Joegoslavië).

## Levensloop
Pogodin groeide op in Vitebsk, in wat sinds 1917 de Wit-Russische stad Vitsebsk is. Destijds was het een industriestad in het keizerrijk Rusland. 

### Sint-Petersburg
Pogodin trok naar Sint-Petersburg aan de Oostzee, waar hij aan de Keizerlijke universiteit afstudeerde in de geschiedenis (1894). Hij bleef er wonen en hij was er in de jaren 1895-1896 leraar geschiedenis. Vanaf 1897 werkte Pogodin als privaatdocent aan de universiteit. Dit ambt liet hem toe nog een diploma te behalen, dat van Slavisch filoloog (1901). Een academische benoeming zat er niet in.

### Warschau
Vanaf 1902 bekleedde Pogodin als buitengewoon hoogleraar de leerstoel Slavische filologie aan de universiteit van Warschau; Warschau was een andere metropool in het Russische keizerrijk, zoals Sint-Petersburg. In Sint-Petersburg promoveerde hij terzelfdertijd tot doctor in de Slavische filologie (1905). Hij legde zich toe op gelijkenissen tussen Slavische talen. Van het panslavisme was hij geen voorstander; hij stond een eigen Poolse slavische cultuur voor, wat omschreven is als polonofilie. 
Vanaf 1906, een jaar na zijn promotie, werd Pogodin bevorderd tot gewoon hoogleraar in Warschau.
De Russische regering maakte een einde aan Pogodins activisme voor de Poolse taal en de Poolse zaak. Hij werd ontslagen uit zijn leerstoel (1908). Pogodin bleef wel als onderwijsadviseur verbonden aan de faculteit.

### Charkov
Pogodin vertrok uit Warschau (1910). Hij werd benoemd tot gewoon hoogleraar Slavische filologie aan de universiteit van Charkov, in wat later Oekraïne werd doch wat destijds deel uitmaakte van het Russische keizerrijk. Hij bestudeerde er de geschiedenis van Slavische volkeren. Hierin ging zijn aandacht onder naar de Balkan, zoals bleek in zijn handboek ‘Lezingen over de geschiedenis van de Servische en Bulgaarse literatuur’ (1914) en ‘Rusland en de Balkankwestie’ (1916). In 1916 publiceerde hij een boek over de Hoetsoelen, een volk in het grensgebied van Oekraïne en Roemenië.
In Charkov was hij was betrokken bij een adviesraad van leken aan de Russisch-orthodoxe Kerk. 
Na de Russische Revolutie (1917) werd zijn leerstoel afgeschaft. Pogodin werkte kort als journalist doch het bolsjewistisch regime wilde hem weg hebben. Pogodin verloor zijn interesse in de polonofilie door het uitbreken van de Pools-Russische Oorlog (1919-1921). Het jonge Polen viel namelijk Rusland binnen.

### Belgrado
Onder druk van de bolsjewieken emigreerde Pogodin in 1921 naar de hoofdstad Belgrado van het koninkrijk Joegoslavië en werd in hetzelfde jaar docent Russische taal en literatuur. Multi-etnische staten, zoals het jonge Joegoslavië en Tsjecho-Slowakije, behoorden tot het studiedomein van Slavische filologen die de Sovjet-Unie ontvlucht waren, zoals Pogodin. Pogodin publiceerde een boek in het Russisch met als vertaalde titel De idioot van Fjodor Dostojevski en Caliste van Isabelle de Charrière (1930) en een bibliografie van werken die van het Russisch naar het Servo-Kroatisch werden vertaald (1932).
Hij was in Belgrado actief in Russische culturele en archeologische kringen. In 1939 volgde een bevordering tot hoogleraar Russisch.
Nazi-Duitsland viel Joegoslavië binnen in 1941, waarna de nazi’s de leerstoelen slavistiek afschaften. Pogodin werd met pensioen gestuurd. Hij overleefde de oorlog en overleed in 1947 op 74-jarige leeftijd.